# なぜ、植物図鑑か
『なぜ、植物図鑑か』（なぜ、しょくぶつずかんか）は、日本の写真家・写真評論家中平卓馬の映像・写真評論集。1973年に晶文社から刊行された。1960年代後半から1970年代前半の日本の写真評論を語る上で欠かすことの出来ない評論集である。また、この評論集のために書き下ろされた評論「なぜ、植物図鑑か」を指すこともある。
2001年、オンデマンド出版で〈リキエスタ〉の会より『中平卓馬の写真論』ISBN 4887521367 として「なぜ、植物図鑑か」「記録という幻影 ドキュメントからモニュメントへ」「グラフィズム幻想論」の3編をまとめた書籍が出版された。
2007年、ちくま学芸文庫から復刊された。

## 各評論のタイトル
（）内はそれぞれの関連項目
- なぜ、植物図鑑か（下記で詳述）

### 第一章 たえざる視覚の収奪
- 記録という幻影　ドキュメントからモニュメントへ　（→あさま山荘事件、沖縄返還協定粉砕抗議）
- グラフィズム幻想論　（→ポルノ）
- 現代芸術の疲弊　第七回パリ青年ビエンナーレに参加して
- 写真、一日限りのアクチュアリティ

### 第二章 日付、場所、行為
- カメラはペシミズムを背負って　1967.6 ミケランジェロ・アントニオーニ監督『欲望』
- 素朴な記録への回帰を　1968.6 D・D・ダンカン撮影のヴェトナム戦争報道写真
- 美学の崩壊　1968.7 《写真100年--日本人による写真表現の歴史》展
- 写真は言葉を蘇生しうるか　1968.9 《Concerned Photographer》展、《世界の偉大な写真家》展ほか
- ドキュメンタリー映画の今日的課題　1970.1 土本典昭監督『パルチザン前史』、小川紳介監督『圧殺の森』
- 写真は言葉を挑発しえたか　1970.3 写真同人誌『プロヴォーク』
- 写真の価値を決めるもの　1970.3 ソンミ村虐殺事件報道写真
- カメラは現実を盗みとれるか　1970.4 ミケランジェロ・アントニオーニ監督『砂丘』
- 現実の工作者としてのテレビカメラ　1970.6 シージャック犯川藤展久射殺事件TV中継　(→瀬戸内シージャック事件)
- 作品は現実の一部である　1970.8 ジャン＝リュック・ゴダール監督『東風』その一
- 作品の背後になんかゴダールはいるはずもない　1970.9 ジャン＝リュック・ゴダール監督『東風』その二
- 不可避的な身ぶりとしての映画　1970.10 A・ヴァルダ監督『幸福』、G・ローシャ監督『黒い神と白い悪魔』
- 映像の党派性の確立は可能か　1970.11 ジャン＝リュック・ゴダール監督、『イタリアにおける闘争』
- あらんとするものをあらしめる　1970.11 吉田喜重、ゴダール、川藤展久射殺事件TV中継
- 血ではなく、赤い絵の具です　1970.12 ジャン＝リュック・ゴダール監督、『ウィークエンド』『中国女』
- 詭弁の迷路　1971.5 第10回現代日本美術展
- 日付と場所からの発想　1971.7 ジャーナリズム、全共闘、表現
- 制度としての視角からの逸脱は可能か　1972.2 アーサー・ペン監督『俺たちに明日はない』
- 表現は常に危機的である　1972.5 白川義員-マッド・アマノ著作権侵害問題　（→パロディ・モンタージュ写真事件）
- 虚構の祭典・虚構の肉体　1972.7 篠田正浩総監督『札幌オリンピック』
- フェリーニのローマ　1972.9 フェデリコ・フェリーニ監督『フェリーニのローマ』
- コロラド渓谷を梱包する　1972.10 ヤバチェフ・クリスト「渓谷のカーテン」計画（現代美術、赤瀬川原平）
- 芝居を「見る」ということ　1972.11 佐藤信作・演出『二月とキネマ』

### 第三章 今日、見るとはなにか
- 何をいまさらジャズなのか 場論序説
- アフリカから帰る
- 舞台の上、スクリーンの上の裸の直接性を
- アジテイションとしての映画は可能か
- 複製時代の「表現」とはなにか　「マッド・アマノ＝白川義員裁判」をめぐって
- ディスカバー・ジャパン　とらわれの旅の意味について　（大阪万博）
- いづれにせよ考えさせられる問題です　報道における日本的なるもの

## 「なぜ、植物図鑑か」
雑誌『美術手帖』1972年8−9月合併号に掲載された吉川知生の投書に中平卓馬が応えるもので、評論というよりは彼のそれまでの写真作品からの訣別、そして新たな作品への意思表示であるといえる。
ある雑誌に発表された「記録という幻影　ドキュメントからモニュメントへ」に対して吉川は、中平の写真からポエジーが喪われてゆくこと、そして一方で批評家としての饒舌さを増していくことを批判した。
これに対して中平は「あるがまま世界に向き合うこと」こそこの時代の表現であるとし、その目標として「図鑑」を挙げた。また、動物には「なまぐささ」が、鉱物には「彼岸の堅牢さ」があるとして、その中間にある「植物」の図鑑を考えた。（→カール・フォン・リンネ、博物学）

## 評価
写真評論家飯沢耕太郎はこの「なぜ、植物図鑑か」と「カメラ毎日」の休刊が日本写真史の転換点であったと考えている。（『戦後写真史ノート—写真は何を表現してきたか』中公新書 ISBN 9784121011121）

## 関連書籍
- 『なぜ未だ「プロヴォーク」か—森山大道、中平卓馬、荒木経惟の登場』（西井一夫、青弓社、1996年）ISBN 9784787270627